# Natalia González Peláez
Natalia González Peláez (Levallois-Perret, 22 de marzo de 1966) es una abogada y política española, diputada por Asturias en el Congreso durante la XII legislatura. Desde el 15 de junio de 2019 es concejala del Ayuntamiento de Gijón.

## Biografía
Es licenciada en Derecho y abogada del Centro Asesor de la Mujer en el concejo asturiano de Laviana desde 1992. Entre 2006 y 2011 trabajó como responsable de prevención social de la Fundación Municipal de Servicios Sociales del Ayuntamiento de Gijón.
Miembro del PSOE, es responsable del área de Bienestar Social de la sección municipal socialista de la ciudad de Gijón. En las elecciones generales de junio de 2016 fue tercera en la lista del partido, detrás de Adriana Lastra y Antonio Trevín. Sin embargo, el PSOE solo obtuvo dos escaños y Natalia González quedó fuera del Congreso.
En mayo de 2017 fue elegida por los militantes de la agrupación local de Gijón para representar a la Federación Socialista de Asturias (FSA-PSOE) en el 39.º Congreso Federal del partido que se realizó en el mes de junio. Tras el anuncio de la renuncia de Trevín a su escaño parlamentario en agosto de 2017, debido a diferencias políticas con la nueva dirección del partido dirigido por Pedro Sánchez, aceptó reemplazarle y se convirtió en diputada por la circunscripción de Asturias en el Congreso de los Diputados del 12 de septiembre de 2017 al 21 de mayo de 2019.
En las elecciones municipales de mayo de 2019 es elegida concejala del Ayuntamiento de Gijón, ocupando la concejalía de Derechos, Bienestar Social, Educación, Infancia y Juventud bajo el gobierno de Ana González. Fue incluida en las listas electorales de Luis Manuel Flórez para las elecciones municipales de mayo de 2023. Es elegida concejal en el Ayuntamiento de Gijón en la Corporación 2023-2027.